# Prêmio Humboldt
O Prêmio Humboldt, também conhecido como Prêmio de Pesquisa Humboldt, é um prêmio dado pela Fundação Alexander von Humboldt aos cientistas de renome internacional e estudiosos, e o prêmio atualmente está avaliado em € 60.000 (Sessenta mil euros), equivalente a R$ 157.890 reais, com a possibilidade de um apoio adicional durante a vida do vencedor do prêmio.
Até cem prêmios são concedidos anualmente. As candidaturas devem ser apresentadas por acadêmicos estabelecidos na Alemanha.
O prêmio é em homenagem ao naturalista e explorador prussiano Alexander von Humboldt.

## Vencedores
BiologiaGünter Blobel, Serge Daan, Daniel Gianola, Hendrikus Granzier, Dan Graur, Bert Hölldobler, Sergej Nedospasov, Hans Othmer, Thomas Dyer Seeley, Günter P. Wagner, and Rüdiger Wehner.
QuímicaAnthony J. Arduengo III, Paul Josef Crutzen, Robert F. Curl, John Bennett Fenn, Walter Gilbert, Robert H. Grubbs, Narayan Hosmane, Jean-Marie Lehn, Rudolph Marcus, James Cullen Martin, Debashis Mukherjee, John Anthony Pople, Julius Rebek, Richard R. Schrock, Peter Schwerdtfeger, Oktay Sinanoğlu, Kenji Ohmori, Thomas Zemb e Ahmed H. Zewail.
Ciência da ComputaçãoMichael Fellows, Leonid Levin, Manindra Agrawal
EconomiaGérard Debreu, Hal Varian, Ronald Shephard
LingüísticaMatthew S. Dryer, Jaklin Kornfilt
AdministraçãoTimothy M. Devinney
MatemáticaDmitri Anosov, Spencer Bloch, Alexandre Eremenko, Christian Genest, Dima Grigoriev, Victor Guillemin, Toshiyuki Kobayashi, Robert Langlands, Roberto Longo, Benoît Mandelbrot, Arnold Mandell, Grigory Margulis, Vladimir Maz'ya, Curtis McMullen, Alexander Merkurjev, John Milnor, Teimuraz Pirashvili, Shayle R. Searle, Elias M. Stein, Anatoly Vershik, Ernest Borisovich Vinberg, Shing-Tung Yau e Marc Yor.
MedicinaFritz Albert Lipmann, Stanley B. Prusiner
FilosofiaColin Allen, Panagiotis Kondylis, Michael Friedman, Jeff Malpas, John Perry, R. Jay Wallace.
FísicaGirish Agarwal, Wolfgang Bauer, Nicolaas Bloembergen, Robert William Boyd, Ali Chamseddine, Subrahmanyan Chandrasekhar, Steven Chu, Predrag Cvitanović,  Donald D. Clayton, Hans Dehmelt, Durmus A. Demir, Pierre-Gilles de Gennes, Roy J. Glauber, Chris Greene, John L. Hall, Theodor W. Hänsch, Robert Hofstadter, John W. Harris, Kyozi Kawasaki, Jihn E. Kim, Masatoshi Koshiba, Herbert Kroemer, Jagdish Mehra, Rabindra Mohapatra, Pran Nath, Holger Bech Nielsen, Hirosi Ooguri, Valery Pokrovsky, Alfred Saupe, Arthur L. Schawlow, Julian Schwinger, Clifford G. Shull, Ching W. Tang, Anthony William Thomas, Gary Westfall, Paul Wiegmann, M. Suhail Zubairy e Gia Dvali

## Ligação externa
- Fundação Alexander von Humboldt (em inglês)
- University of Aarhus